# Франсіско Енрікес-і-Карвахаль
Франсіско Іларіо Енрікес-і-Карвахаль (14 січня 1859 — 6 лютого 1935) — домініканський лікар, правник, письменник, викладач і політик, президент країни напередодні окупації Домініканської Республіки.

## Життєпис
Після навчання на батьківщині виїхав до Парижа на чотири роки. Там він вчився на лікаря в Паризькому університеті. Повернувся до Домініканської Республіки, де проходив інтернатуру. Потім працював редактором у газеті El Maestro, утім був змушений виїхати з країни за часів режиму Улісеса Еро. Повернувся на батьківщину 1899 року та зайняв пост міністра закордонних справ у кабінеті Хуана Ісідро Хіменеса.
1902 Енрікес відкрив представництво на Кубі, де мав медичну практику. Знову повернувся до рідної країни 1903 року, але знову виїхав за кордон за кілька місяців. 1907 президент Рамон Касерес відрядив його делегатом на Гаазьку конвенцію. 1911 Енрікес був емісаром у Гаїті з метою розв'язання проблеми кордонів.
1916 року перебував у складі дипломатичної місії, коли країну було окуповано Сполученими Штатами. Пізніше Рада державних секретарів на чолі з Орасіо Васкесом обрала Енрікеса на пост президента. Посаду глави держави обіймав до кінця листопада 1916 року. Його наступником став американський військовий губернатор Геррі Шепард Кнапп.
За часів президентства РафаеляТрухільйо був послом Домініканської Республіки у Франції та Кубі (1930—1935).